# كردشت
كردشت هي قرية في مقاطعة جلفا، إيران. عدد سكان هذه القرية هو 420 في سنة 2006.